# Anastasija Petrovna Prozorovskaja
Principessa Anastasija Petrovna Prozorovskaja, in russo Анастасия Петровна Прозоровская? (22 ottobre 1665 – 10 marzo 1729), è stata una nobildonna russa.

## Biografia
Era la figlia di Pëtr Ivanovič Prozorovskij (1644-1720), e di sua moglie, Anna Fëdorovna Rtiščeva (1648-1683), figlia di Fëdor Michajlovič Rtiščev, favorito di Alessio I di Russia.
Fin dalla tenera età era vicina alla famiglia imperiale. Queste relazioni si rafforzarono quando il fratello della regina Praskov'ja Fëdorovna, Vasilij, sposò la sorella di Anastasija, Agrafena.

## Matrimonio

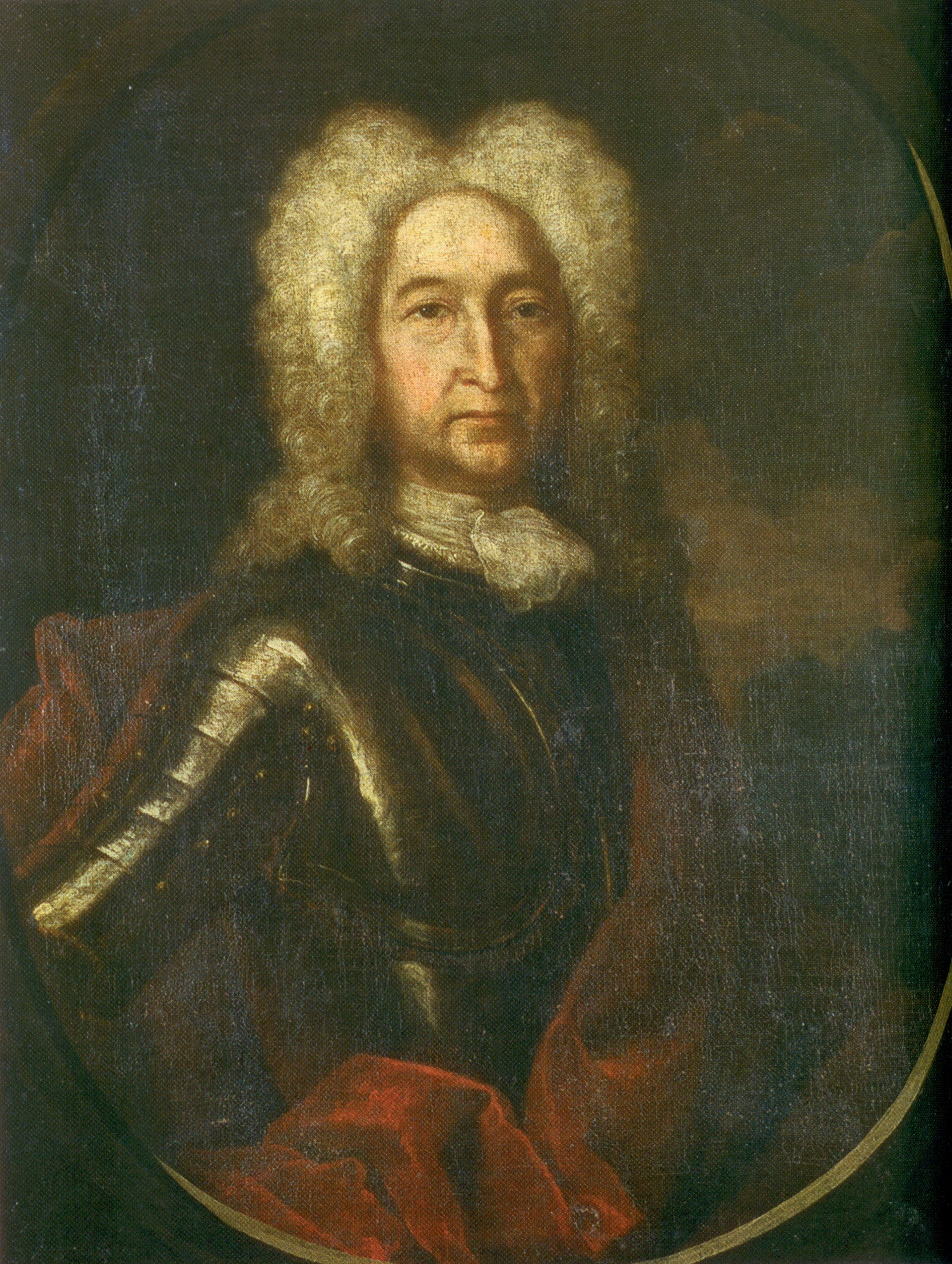
Ritratto di Ivan Alekseevič Golicyn, di Andrej Matveevič Matveev.

Sposò, il 12 aprile 1684, il principe Ivan Alekseevič Golicyn (1665-1729), figlio di Aleksej Andreevič Golicyn. Ebbero due figli:
- Fëdor Ivanovič (1700-1759);
- Aleksej Ivanovič (1707-1739), sposò Dar'ja Vasil'evna Golicyna, ebbero un figlio: Dmitrij.

## A corte
Anastasija era una amica intima di Caterina I. Era tra i pochi testimoni presenti, nel 1712, a San Pietroburgo al suo matrimonio con Pietro e fu onorata a sedersi al tavolo della sposa.
Nel 1718 cadde in disgrazia e "bandita" dalla corte. Nel 1722 ritornò a corte. Nel 1724 partecipò all'incoronazione di Caterina.

## Morte
Morì il 10 marzo 1729. Lei e suo marito vennero sepolti a Mosca, nel Monastero dell'Epifania.